# 王家祠堂 (滕州市)
王家祠堂，位于山东省枣庄市滕州市荆河街道办事处西门里街二巷，是中华人民共和国山东省文物保护单位之一。
2006年12月7日，授予山东省文物保护单位，是一座古建筑。